# Somereta de Davier
La somereta de Davier (Pycnogaster ribesiglesiasii) és una espècie d'ortòpter ensífer de la família Tettigoniidae que fou descrita l'any 2016 a la Plana d'Ancosa (la Llacuna, Anoia), en una zona de matoll dominada per farigola; la publicació de la nova espècie es va fer l'any 2021.
L'espècie va ser anomenada així en honor de Xavier Ribes i David Iglesias, dos agents rurals que foren assassinats l'any 2017 a Aspa. L'espècie va entrar directament en el catàleg de fauna com a animal en perill d'extinció, ja que durant els dos primers any d'investigació només es va identificar un mascle i una femella.